# Unter den Augen der Justiz
Unter den Augen der Justiz ist ein US-amerikanisches Filmdrama aus dem Jahr 1982. Der Film beruht auf einer wahren Begebenheit.

## Handlung
Nach einem Streit mit seinem Vater Frank fährt Danny Caldwell unter Alkoholeinfluss Auto und rammt einen Streifenwagen. Er wird festgenommen und soll eine Nacht in einer Gefängniszelle ausharren. Sein Vater weigert sich, ihn aus dem Gefängnis zu holen. Er sieht darin eine gerechte Form der Bestrafung. Doch wegen eines tätlichen Angriffes wird aus einer Nacht ein Gefängnisaufenthalt von über sechs Wochen in der Gesellschaft von Schwerkriminellen. Sein Vater erhält derweil einen Job in Ohio, weswegen die Familie dahin zieht.
Danny wird später entlassen, wobei die Anklage wegen Körperverletzung fallen gelassen wird und seine Bestrafung wegen Trunkenheit am Steuer mit der bereits abgesessenen Gefängnisstrafe verrechnet wird. Seine Eltern erkennen, dass es ein Fehler war, ihren Sohn allein im Gefängnis zu lassen. Doch Danny hat sich bereits psychisch verändert.

## Kritik
„Inszenatorisch überdurchschnittliches, gedanklich ausgefeiltes (Fernseh-)Drama über einen Mittelklasse-Jungen, der wegen Trunkenheit am Steuer für eine Nacht in Haft kommen soll, aus der aber auf Grund widriger Umstände vierzig schreckliche Tage werden.“

„Nachdenkliches Familien- und Knastdrama.“

## Auszeichnungen
- eine Nominierung bei der Golden Globe Awards 1983 als Beste Mini-Serie oder TV-Film

## Veröffentlichung
Nachdem der Film zum ersten Mal am 26. Mai 1982 auf dem US-amerikanischen Fernsehsender ABC lief, wurde er in Deutschland erstmals am 12. Juni 1997 auf ProSieben ausgestrahlt.